# Цаган-Ола
Цага́н-О́ла (бур. Сагаан Уула) — село Могойтуйском районе Агинского Бурятского округа в Забайкальском крае Российской Федерации. Административный центр сельского поселения «Цаган-Ола».
Цаган-Ола (бур. Сагаан уула) — в переводе Белая гора. Ранее село называлось Янги. Расположено у впадении реки Хара-Шибирь в реку Ага.

## История
В 1927—1929 годы в местности Кункур в устье реки Хара-Шибирь был организован небольшое сельскохозяйственное объединение артель «Улан-Туя» (в переводе «Красная Заря», образовали 6 семей). Впоследствии был объединен с артелью «Мунхэ ажал» (с бур. «Вечный труд», 10 семей), который расположился на правом берегу реки Ага в Устье пади Хатькин . В 1930 году они были переименованы в колхозы им. И. В. Сталина и им. С. М. Кирова. Ранее село называлось Янги. Расположено у впадении реки Хара-Шибирь в реку Ага. В этих колхозах на 1940 год имелось 33 615 голов скота, в том числе 19 970 овец. В 1954 году колхоз им. И.В. Сталина (председатель Линхобоев Б.) выполнил план развития животноводства по всем видам и стал участником Всесоюзной сельскохозяйственной выставки. В 1958 году колхозы были объединены и переименованы в колхоз «Путь Ильича». В 1999 преобразован в агрокооператив «Сагаан-Уула».
В 1960-х годах в колхозах работали кавалер ордена Трудовой Славы А. Н. Шугаева, орденоносцы-чабаны Б. Дынжинов, Д. Дондоков, Б. Балданов, С. Сосоров и другие передовики производства — Хандуев Буда, Абидуев Балдан, Линхобоев Дугаржап. Основное производственное направление кооператива — овцеводство. Общая земельная площадь 49,1 тыс. га. В 2002 году число работников, занятых в сельскохозяйственном производстве, составило 250 человек. На 2006 год в кооперативе насчитывалось 6080 овец, крупного рогатого скота — 201 голова и 331 — лошадей. На 2014 год состояние агрокооператива составляет 800 голов овец, 80 голов крупного рогатого скота, 50 — лошадей, 15 верблюдов, 1 «КамАЗ», 2 комбайна, 3 колесных трактора, 2 гусеничных трактора, 2 грузовика ГАЗ-53, 1 трактор К-700. В Цаган-Оль в 1987 году из СХПК «Рассвет» Ононского района в обмен на семенное зерно привезли десять верблюдов, ещё столько же за 450 тысяч рублей закупили.
С 2010 года местное хозяйство стало племрепродуктором, получает за каждую матку дотацию и может участвовать в региональных выставках.
Цаган-ольцы двух верблюдов продали в Якутию, пять животных возили на Байкал для съемок документального и художественного фильмов. Одно животное привезли из Республики Тыва. 
В данное время в агрокооперативе «Сагаан-Уула» 25 верблюдов. Председатель колхоза Очиржапов Пурбо. В советское время село являлось центром колхоза «Путь Ильича» (образованного после слияния коммун им. Сталина и им. Кирова). Сейчас агропромышленный кооператив «Сагаан-Уула». Основные виды деятельности сегодня: животноводство и выращивание зерновых.

## Население
| 1989 | 2002  | 2010  | 2021  |
| ---- | ----- | ----- | ----- |
| 1841 | ↘1065 | ↗1344 | ↘1072 |

## Транспорт
Село расположено на автодороге Могойтуй — Боржигантай, в 41 км восточнее от железнодорожной станции в посёлке Могойтуй, 240 км от Читы по автомобильной дороге, на левом берегу реки Аги. От Могойтуя до Читы 180 км по железной дороге.Имеется автобусный маршрут Цаган-Ола -Чита.

## Социальная сфера
Имеется музей истории Цаган-Оля, Дом культуры, средняя общеобразовательная школа, детский сад и Дом спорта, культурно-развлекательный центр, АЗС на три вида топлива, терминал МТС и Мегафон, 2 библиотеки, сельская врачебная амбулатория, магазины промышленный, продовольственный, хозяйственный.

## Люди связанные с селом
Тугулдур Тобоев - главный Тайша Агинских бурят (1858 - 1878)
Здесь в 1913 году родился Герой Советского Союза Базар Ринчино. Так же здесь родился прославленный снайпер Тогон Санжиев, участник Великой Отечественной войны. 
Также в Цаган-Оле родились знаменитые чабаны, Герои Социалистического Труда Михаил Болотов, Дамша Юндунов, Сыбжит Юндунова. Герой Российской Федерации Бабу-Доржо Михайлов. 
Болот Дашиевич Бороев - народный артист Бурятской АССР, Заслуженный артист РСФСР. 
Мунко-Бадра Дашицыренов, Заслуженный мастер спорта СССР, известный советский спортсмен-лучник, родился 9 августа 1962 года в селе Цаган-Оль Могойтуйского района. Рано проявил интерес к национальному луку. Также заслуженные мастера спорта международного класса Наталия и Октябрина Болотовы.
Дашибал Цырендоржиевич Мункожаргалов Герой России. Родился в 1990 году в с. Цаган-Ола. Мастер спорта России по армейскому рукопашному бою. Подполковник. 
Даба Цырендоржиев родился 11 ноября 1996 года. Мастер спорта Международного класса. Чемпион мира, Европы, чемпион Альтернативных Сурдлимпийских игр по вольной борьбе. 
Алдар Намсараев родился в 1992 году в селе Цаган-Ола. Мастер спорта Международного класса. Чемпион Европы по боевому самбо. Мастер спорта России по вольной борьбе. 

## Достопримечательности
В селе есть краеведческий музей, основанный под руководством бывшего учителя села Бальжинимой Лхамажаповым. В музее экспонируются материалы, посвящённые знаменитым землякам: Герою Советского Союза Б. Ринчино, снайперу Тогону Санжиеву, ветеранам труда Абидуеву Жапу, Абидуеву Балдану, Садаеву Намжилу и др., а также материалы по истории колхоза.
Памятники Герою Советского Союза Базару Ринчино и В. И. Ленина. Обелиск Памяти ветеранам Великой Отечественной войны, труженикам тыла, ветеранам труда. Аллея Славы знаменитым землякам. 
На территории МО СП «Цаган-Ола» находятся соленые озёра Гурбан Нур, что означает «три озера». Целебные свойства грязей водоёмов помогают от различных кожных болезней. На данный момент из трёх озёр образовалось два, но название этого места остаётся прежним.